# قصر الخان في شكي
قصر الخان في شكي (بالأذرية: Şəki xan sarayı) أو قصر الخوانين في شكي (بالأذرية: Şəki xanları sarayı) - كان المقر الصيفي للأسرة الحاكمة وهو الآن يعمل كمتحف ونصب تاريخي ومعماري شهير عالميًا يقع في شكي في أذربيجان. تم بناء القصر على الطراز الفارسي ويعود القصر الي القرن 18.
أدرج قصر الخان في شكي ومركز شكي التاريخي في قائمة التراث العالمي لليونسكو في الجلسة التالية للدورة الـ43 للجنة التراث العالمي للمنظمة المنعقدة لدى مركز باكو للمؤتمر في 7 يوليو، عام 2019.
يتكون القصر المؤلف من طابقين من 30 مترًا ويتكون من 300 متر مربع و 6 غرف و 4 ممرات وشرفتين مع مرآة. تم تزيين واجهة القصر برسومات مؤامرة تصور مشاهد الصيد والمعركة، بالإضافة إلى أنماط هندسية ونباتية. توجد في وسط الواجهة شبكة كبيرة من النوافذ المصنوعة من الزجاج الملون المختلف توضع في إطارات حجرية.

## تاريخ القصر

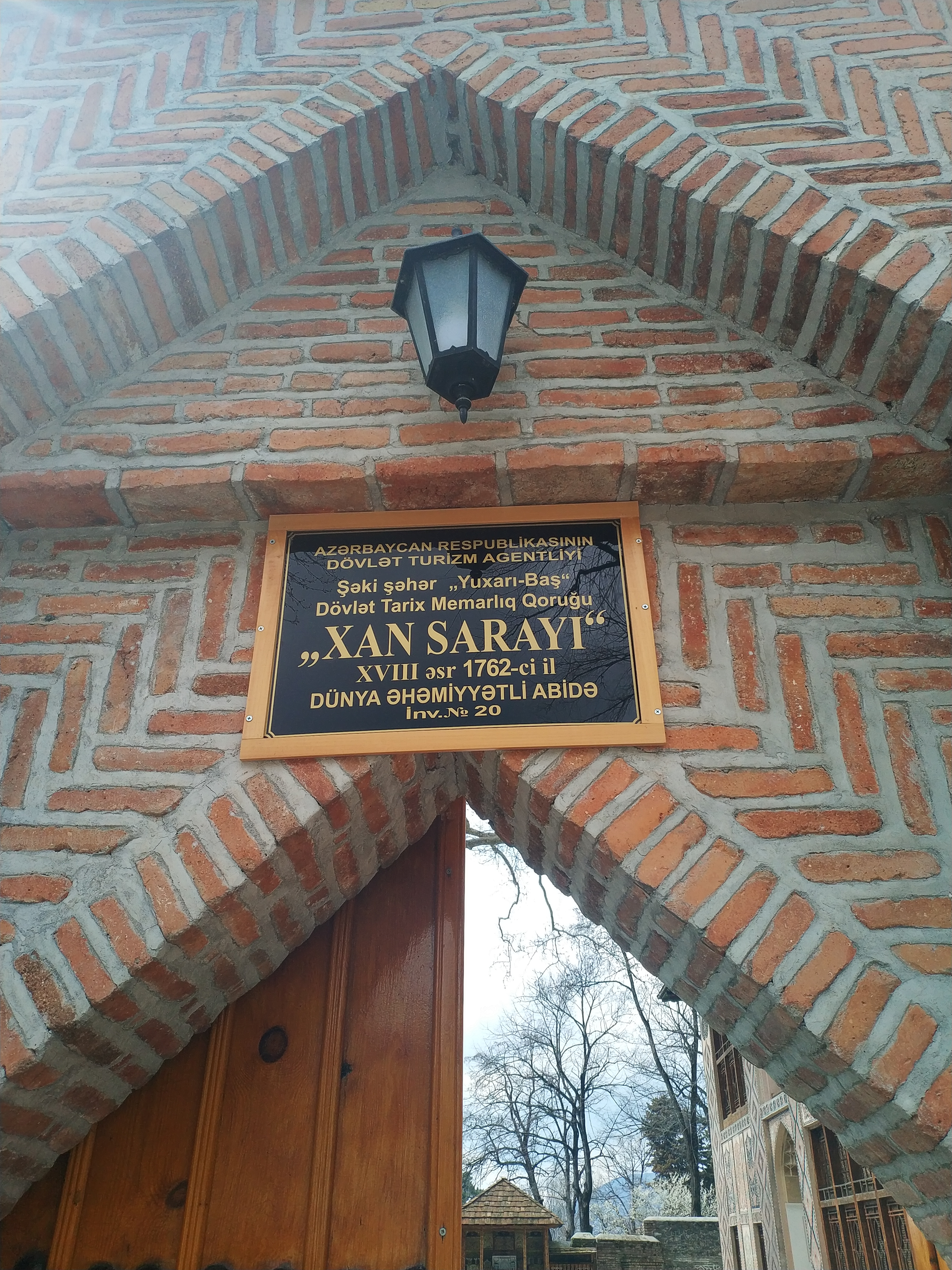
يعود تاريخ قصر الخان في شكي إلى 1762

بني قصر الخان في شكي بين عامين 1761 - 1762 على يد حسين خان مشتاق.
قصر الخان هو الهيكل الوحيد المتبقي من مجمع فخم داخل قلعة مهيبة والتي كانت تضم مساكن لعائلة خان وللخدم والموظفين، ويتميز القصر ببلاطه المميز ونوافير والعديد من الزجاج الملون والنوافذ الرائعة.
و يشتهر بديكوره الفخم من الداخل ومن الخارج وتم تغطية الجدران بالكامل من الداخل بجدراية رائعة في القرن الـ18 والعديد من الجداريات تضم الزهور ومزينة بتوقيعات فنانين عالميين، ومغطى الأرضيات بالفسيفساء وأيونات من الذهب وزينت الواجهات بألواح القرميد وبلاط الفسيفساء.
وقد تعرض القصر للإهمال فترة ثم أعيد ترميمه بين عامي 1955-1965 وتم تأسيس ورشة ترميم في قاعة الاحتفالية في الطابق الثاني المخصص للعائلة المالكة.

واستعاد كامل رونقه بين عامي 2002 إلى 2004 بدعم من البنك الدولي وبعثة ألمانية رائدة.
وتم ترشيحه عام 1998 ليكون ضمن قائمة التراث العالمي لليونسكو.
تم الاحتفال بالذكرى السنوية الـ 250 للقصر بصورة مهيبة في شكي، في 4 يوليو، عام 2012.

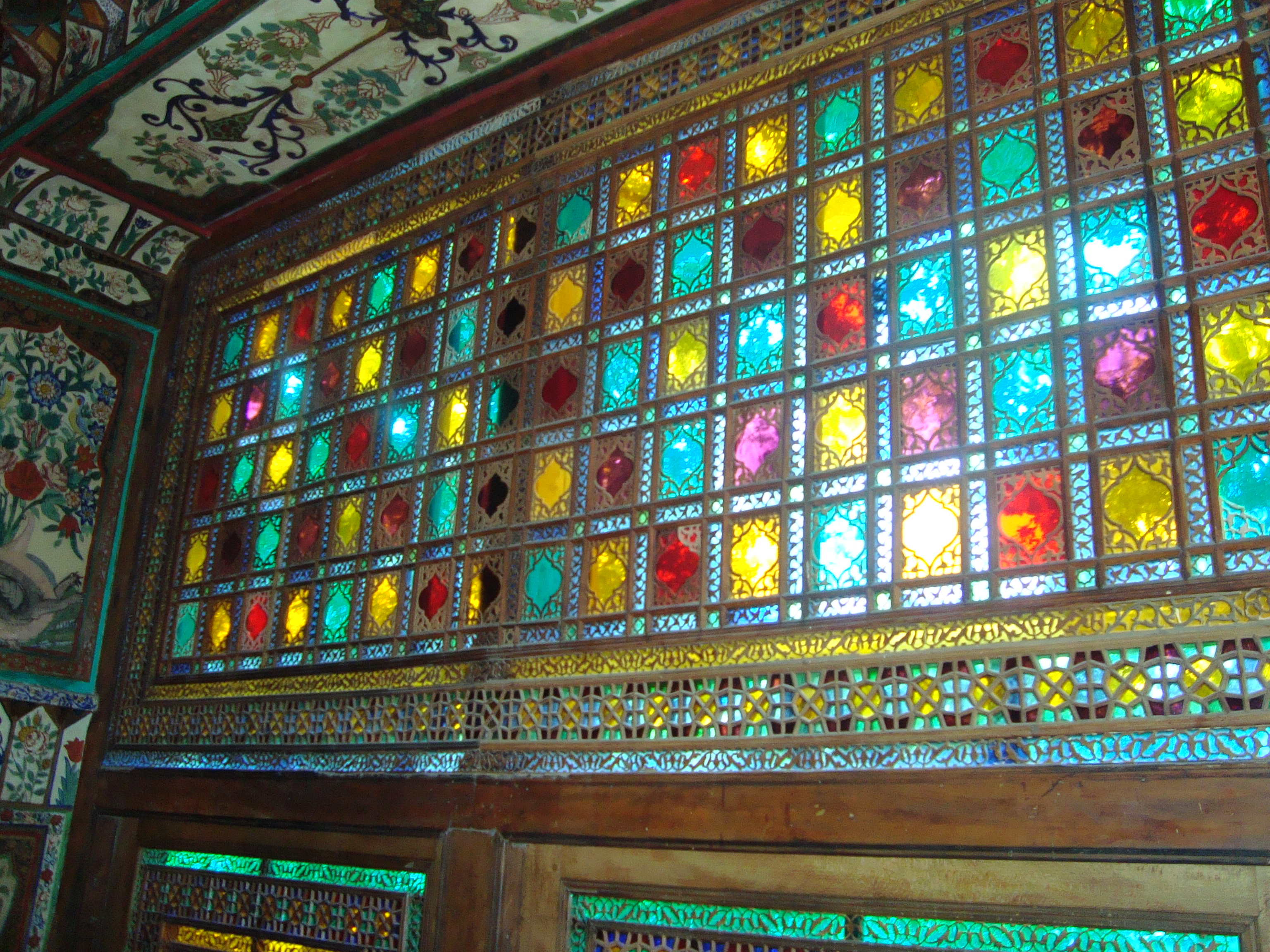

أدرج قصر الخان في شكي ومركز شكي التاريخي في قائمة التراث العالمي لليونسكو في الجلسة التالية للدورة الـ43 للجنة التراث العالمي للمنظمة المنعقدة لدى مركز باكو للمؤتمر في 7 يوليو، عام 2019.

## البناء والتصميم
حسب القصر واحد من أجمل النماذج لمعماري القصر في قرن 18 في القوقاز، بالإضافة إحدى من اللؤلؤ المعمارية لشرق الإسلامي.
يتكون القصر المكون من طابقين بطول 30 مترا من طابقين و 6 غرف، و 4 ممرات ومرايا.
يبلغ طول المبنى 31.7 مترا وعرضه 8.5 أمتار وارتفاعه 10 مترا. ارتفاعه الوابق 3.35 أمتار.
من مجمع القصر، الذي تم تشييده في برج شكي ويتألف من عدة مبانٍ، نجا فقط بناء قصر من طابقين إلى عصرنا. بعد دمج خانية شكي في الإمبراطورية الروسية، كان القصر تابعًا للحكومة المحلية وتم تجديده عدة مرات.
إلى جانب حمام السباحة وأشجار الطائرة، يعد السكن الصيفي هو الهيكل الوحيد المتبقي من المجمع الفخم الأكبر داخل قلعة شكي، والتي كانت تضم قصرًا شتويًا ومساكن لعائلة الخان وموظفي الخدمة. يتميز بالبلاط المزخرف والنوافير والعديد من النوافذ الزجاجية الملونة. تم تزيين الجزء الخارجي بألوان زرقاء داكنة وفيروزية وأخرى مغرية بأشكال هندسية، وكانت الجداريات ملونة بالحرارة وكانت مستوحاة من أعمال نظامي قنجافي.
تشتهر الإقامة الصيفية بالديكور الفخم من الخارج والداخلية. أجزاء كبيرة من واجهة السكن، بما في ذلك جميع الارتفاعات الجنوبية للقاعات المركزية في كلا الطابقين، مغطاة بفسيفساء من الزجاج الملون موضوعة في أعمال خشبية (شبيكة) تم تجميعها بدون مسامير أو غراء. يتم تمييز أغطية المقرنصات التي تتوج الإيوان الأربعة بالذهب في المستوى السفلي ومغطاة بشظايا المرآة في الطابق الأول. تم تزيين الأسطح المتبقية على جميع الواجهات بألواح من البلاط الزهري وفسيفساء البلاط.
الجدران الداخلية للمبنى مغطاة بالكامل بلوحات جدارية رسمت في أوقات مختلفة خلال القرن الثامن عشر. تتميز العديد من اللوحات الجدارية بأزهار في المزهريات، بينما تعرض سلسلة من اللوحات في قاعات الطابق الأول مشاهد للصيد والمعركة. تسرد التواقيع على اللوحات الجدارية أسماء الفنانين علي كولي وكربان كولي وميرزا جعفر من شيمها وأوستا جامبار من شوشا وعباس كولي الذين ربما كانوا أيضًا المهندس المعماري للإقامة الصيفية.

## الترميم والاستعادة
وصل حتى يومنا القصر من الطابقين من مجمع القصر الذي تم بناؤه في قصر شكي ومكون العديد من المباني.
على الرغم من أن المبنى قد تم ترميمه وإعادة بنائه بشكل متكرر بعد فترة التشييد، إلا أن كل هذه الأعمال لم يكن لها تأثير خطير على مظهره.
تم ترميمه أساسي 3 مرات:
1. 1848-1851 - تم ترميمه القصر من قبل حفيد حسين خان موشتاق - الشاعر كريم أغا فاته.
2. 1955-1965 - تم تنفيذ أعمال الترميم في القصر بمشروع وإدارة المهندس المعماري نيازي رضاييف. بألإضافة إلى عمل فنانين حجييف ورسولوف.
3. 2002-2004 - بدأت أعمال الترميم في القصر ضمن إطار مشروع «حماية التراث الثقافي» في عام 2002.

تكتب الناقدة الفنية فالنتينا أنتونوفا عن أعمال فنان الترميم «بارانوف»، والتي وصفت «مشاهد قتال غريب الأطوار ومبهجة على اللوحات الجدارية لقصر خان الذي ينتمي إلى القرن الثامن عشر في» نهى«والذي يذكر الأسواق الشرقية الصاخبة». تم تنفيذ أعمال الترميم بالكامل مع المشروع وقيادة المهندس المعماري نيازي رزاييف خلال الفترة 1955-1965. خلال هذه السنوات عمل الفنان ف. هجاييف وعالم الزينة أ. رسولوف في القصر. تم إنشاء ورشة الترميم في القاعة الاحتفالية في الطابق الثاني من القصر، وكانت الغرف المحيطة بالقاعة تستخدم لاستيعاب المهندسين المعماريين.
كانت آخر عملية ترميم كاملة من 2002 إلى 2004 بدعم من البنك الدولي ونُفذت تحت قيادة فريق ترميم ألماني في إطار مشروع «حماية التراث الثقافي».

## معرض صور

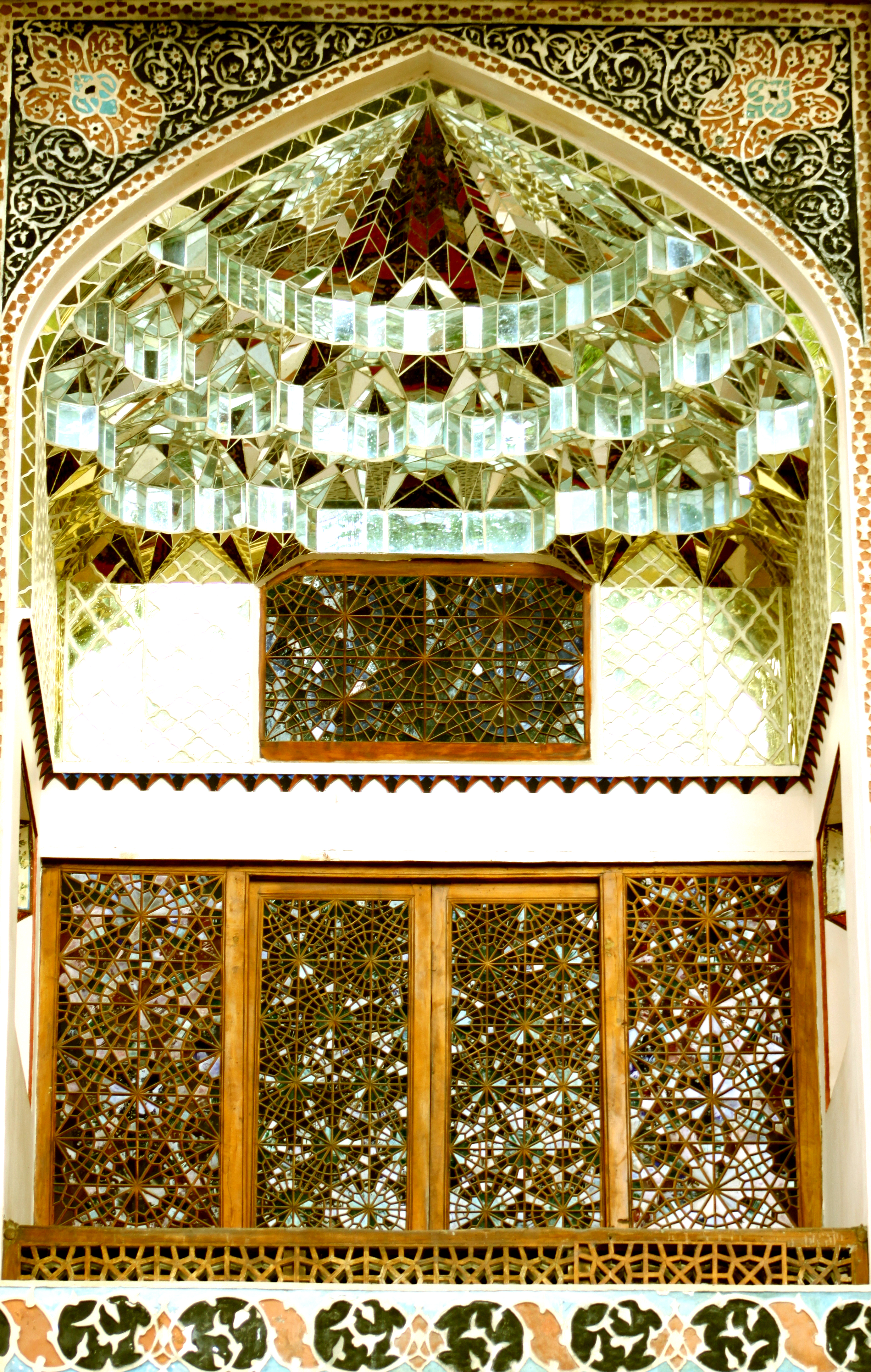
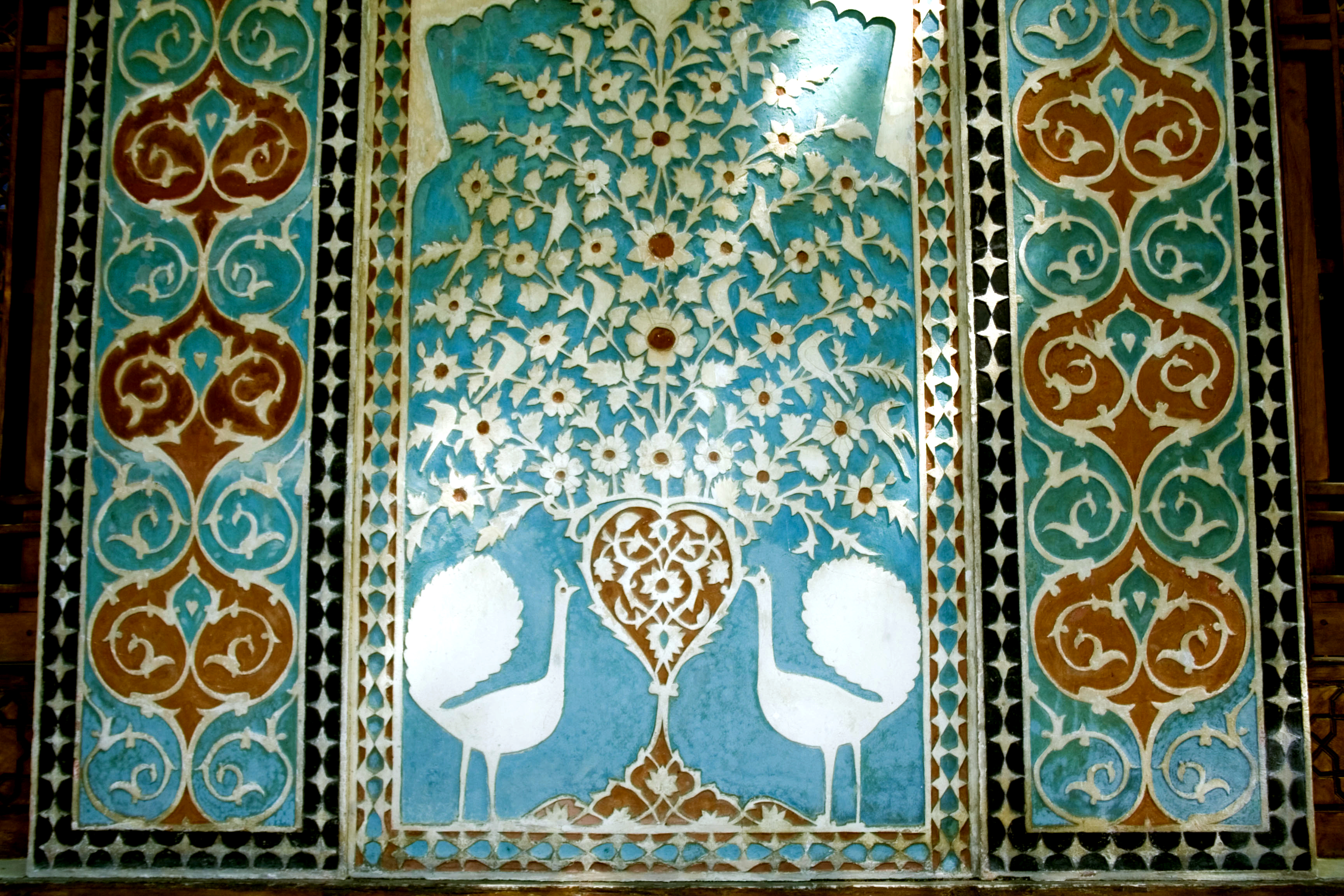
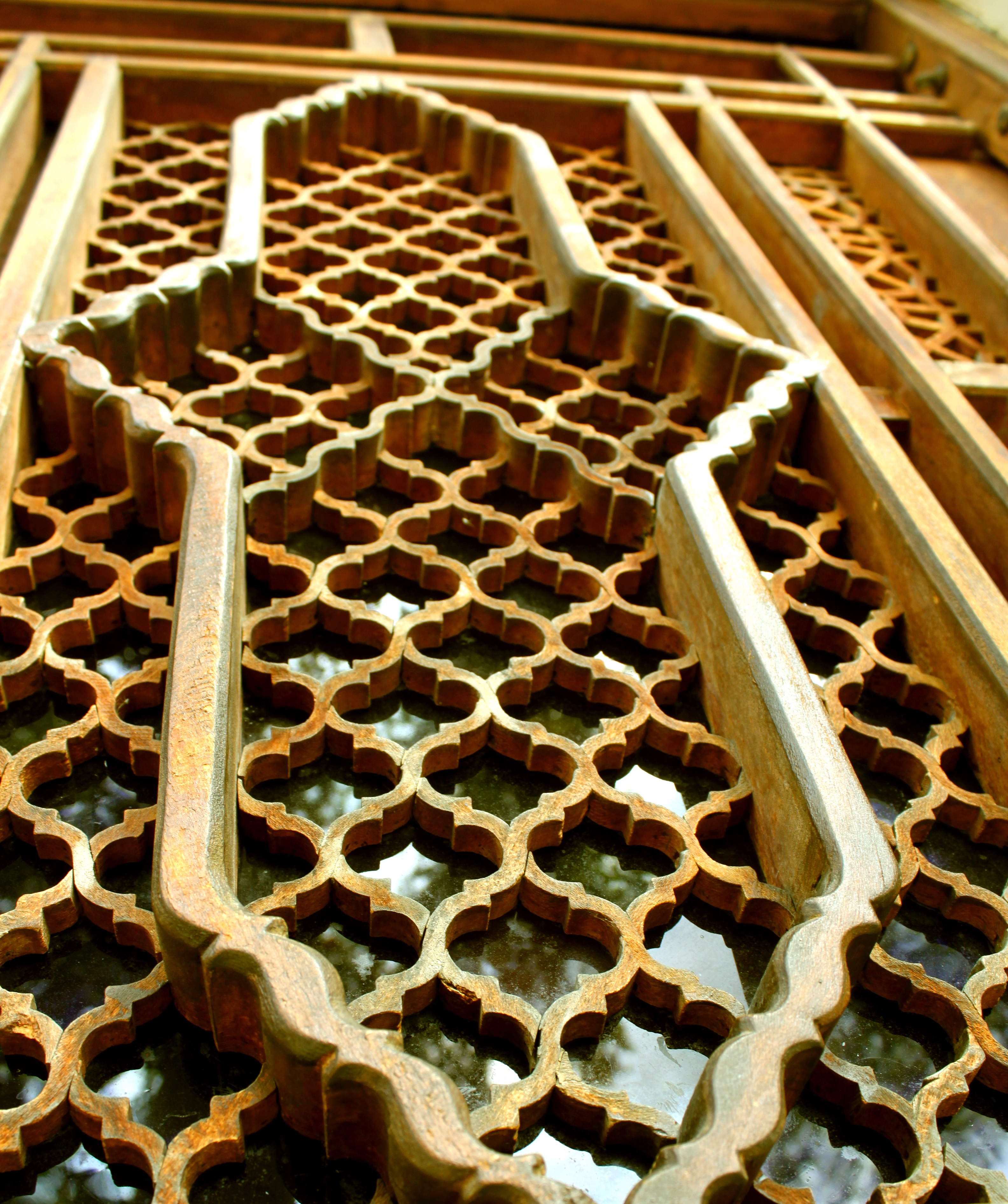
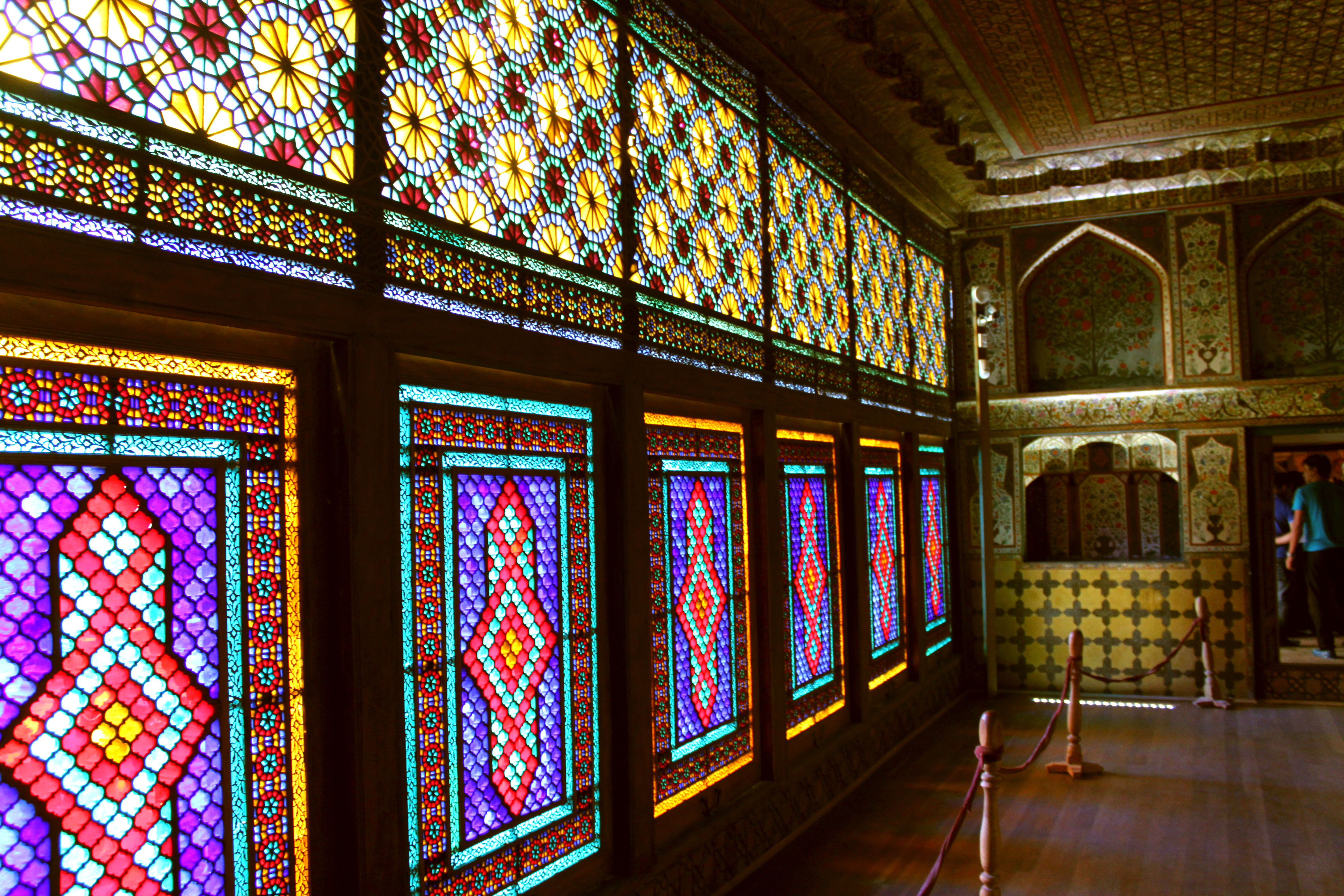
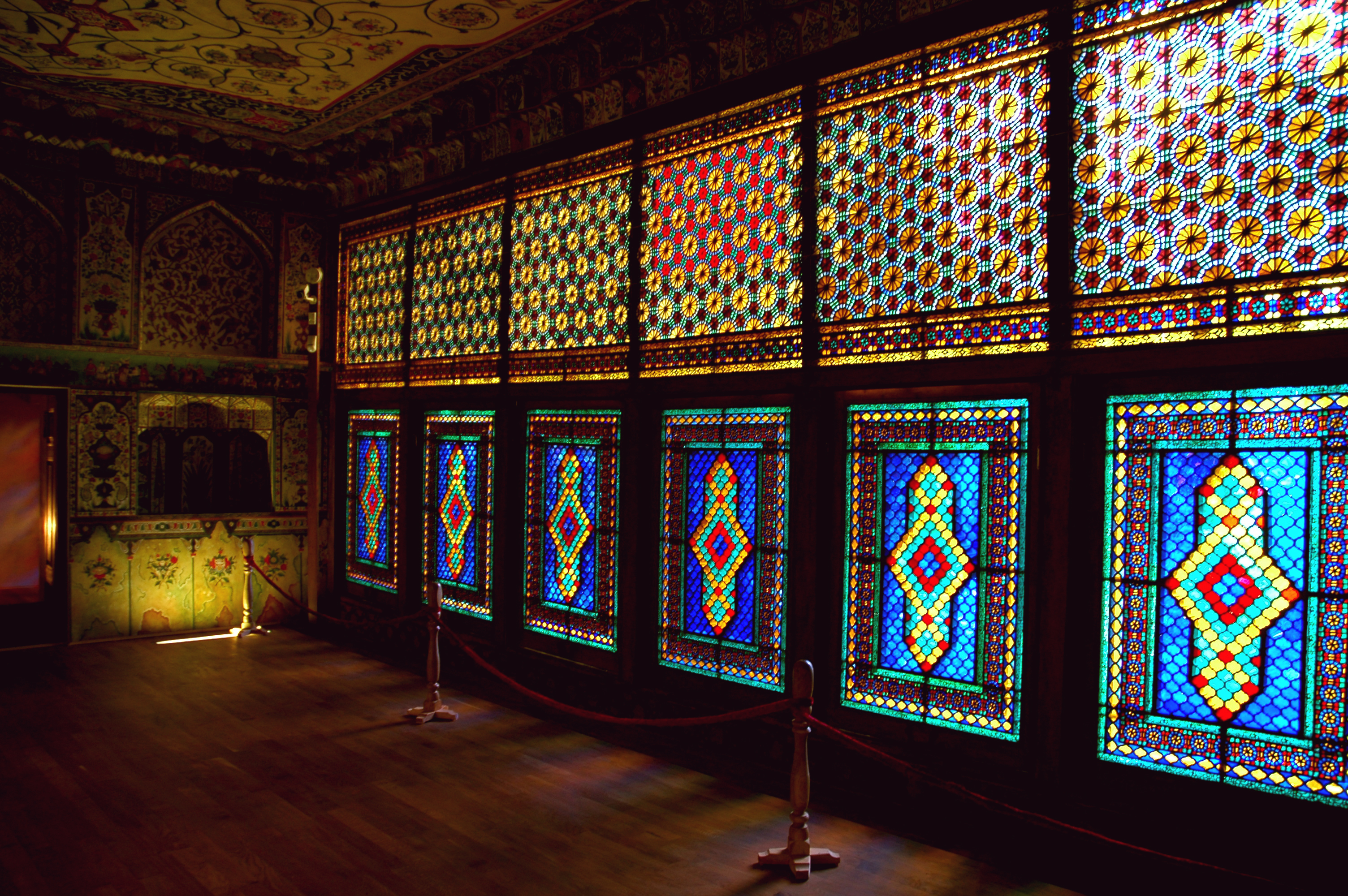
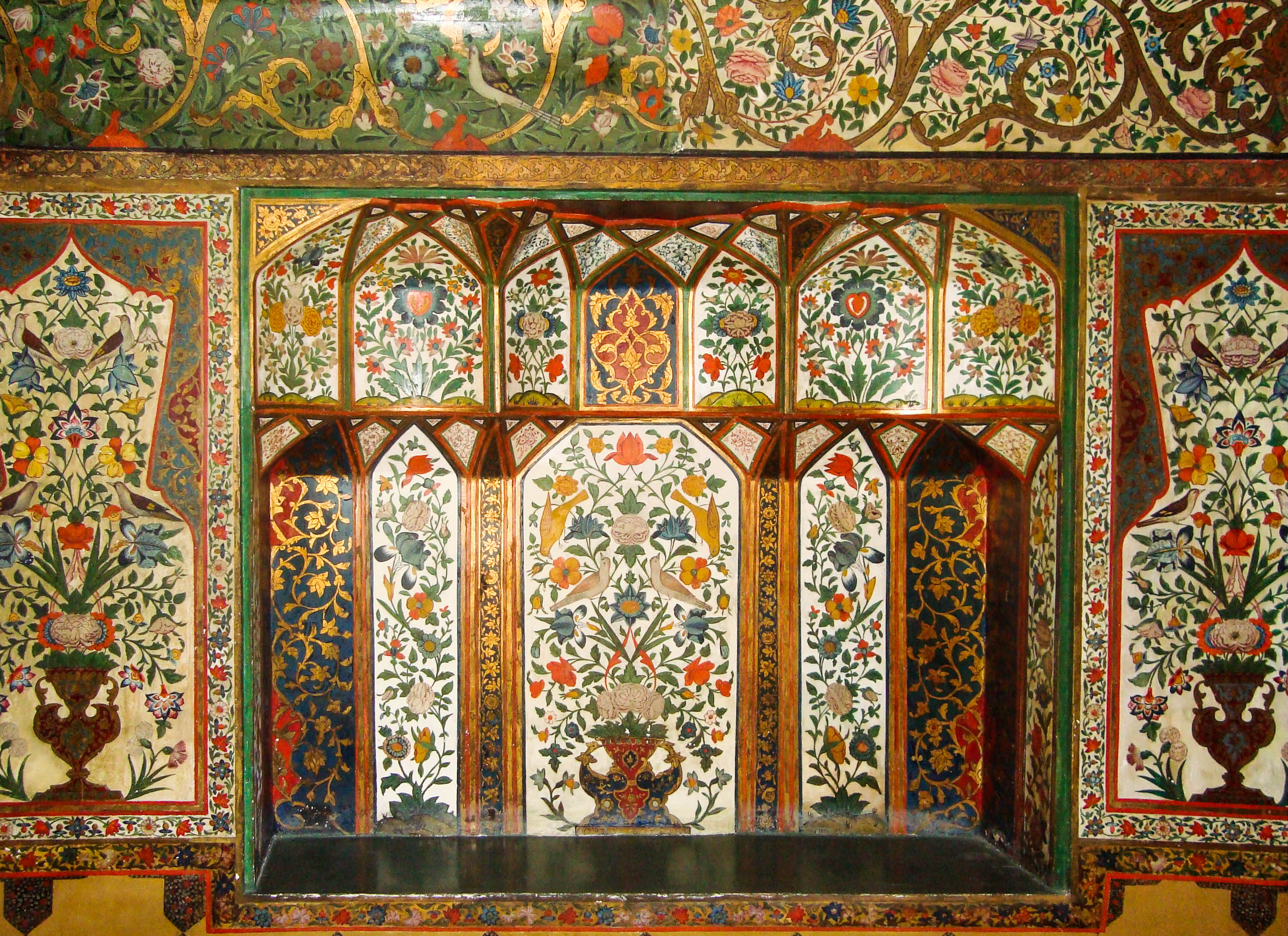
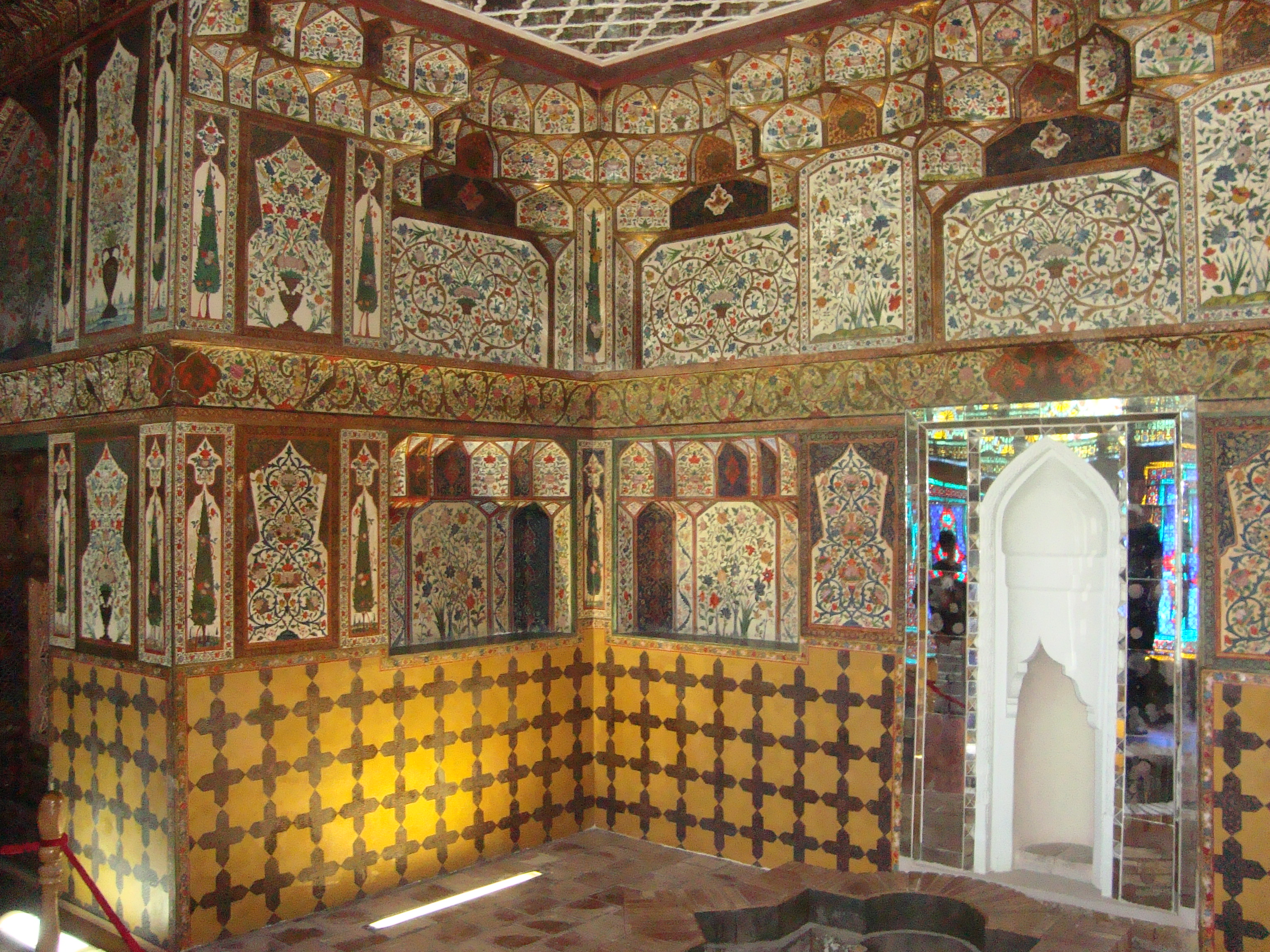
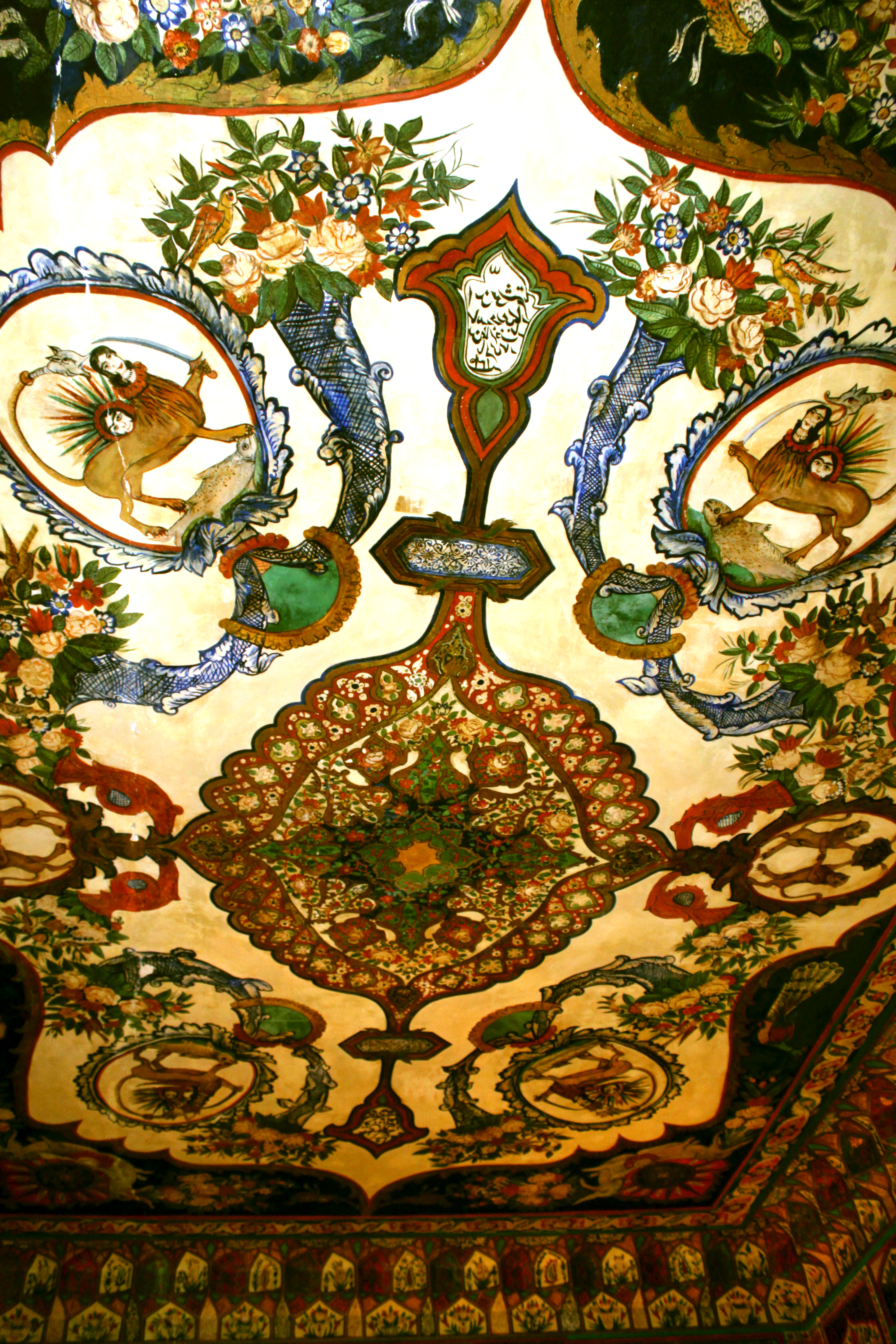
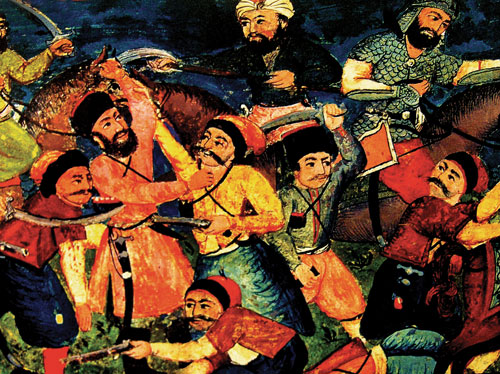
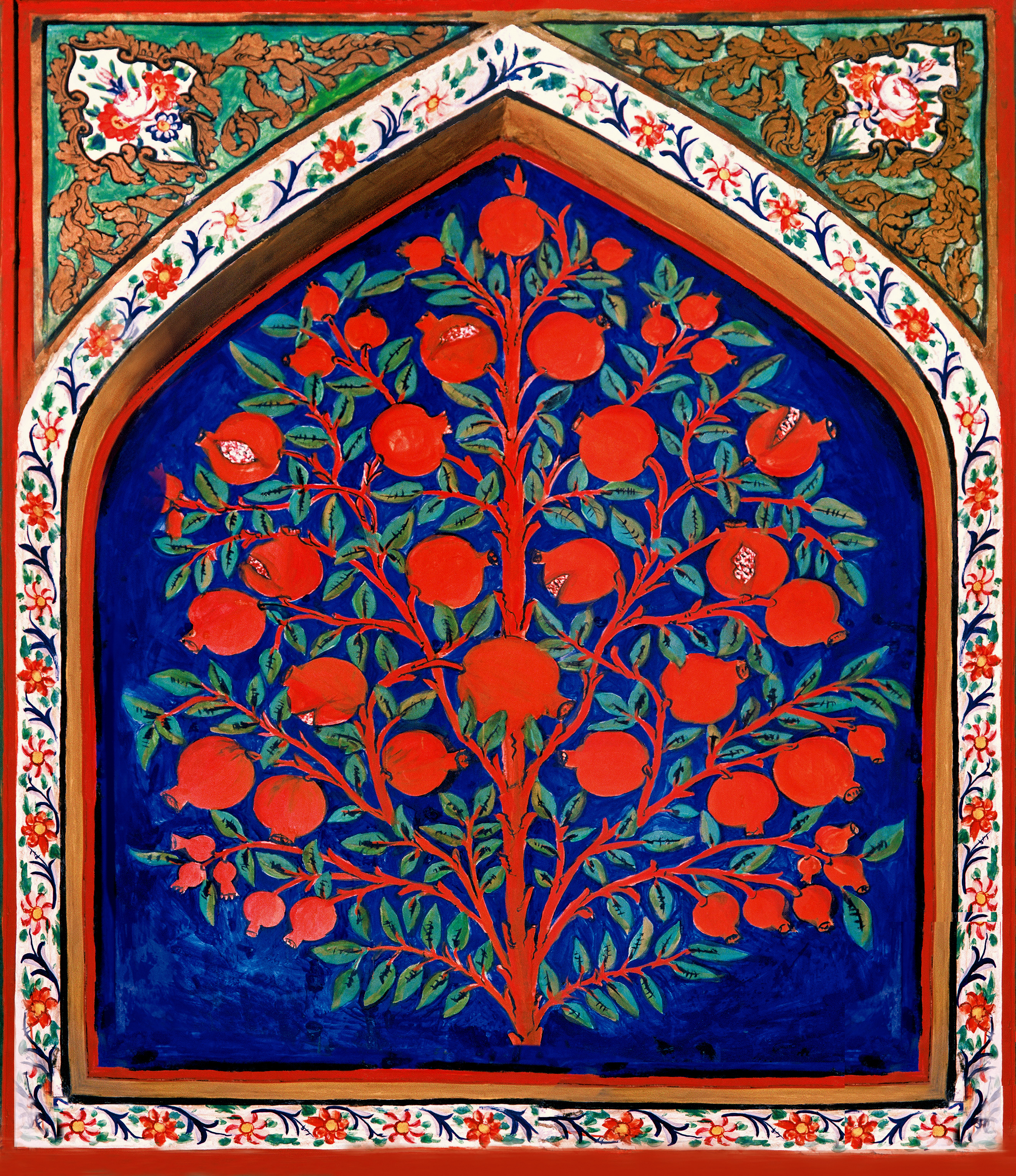
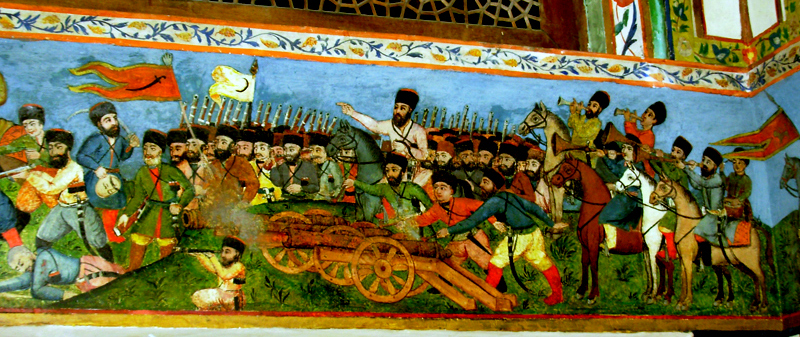
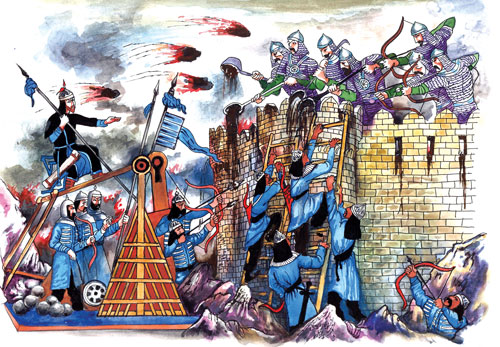
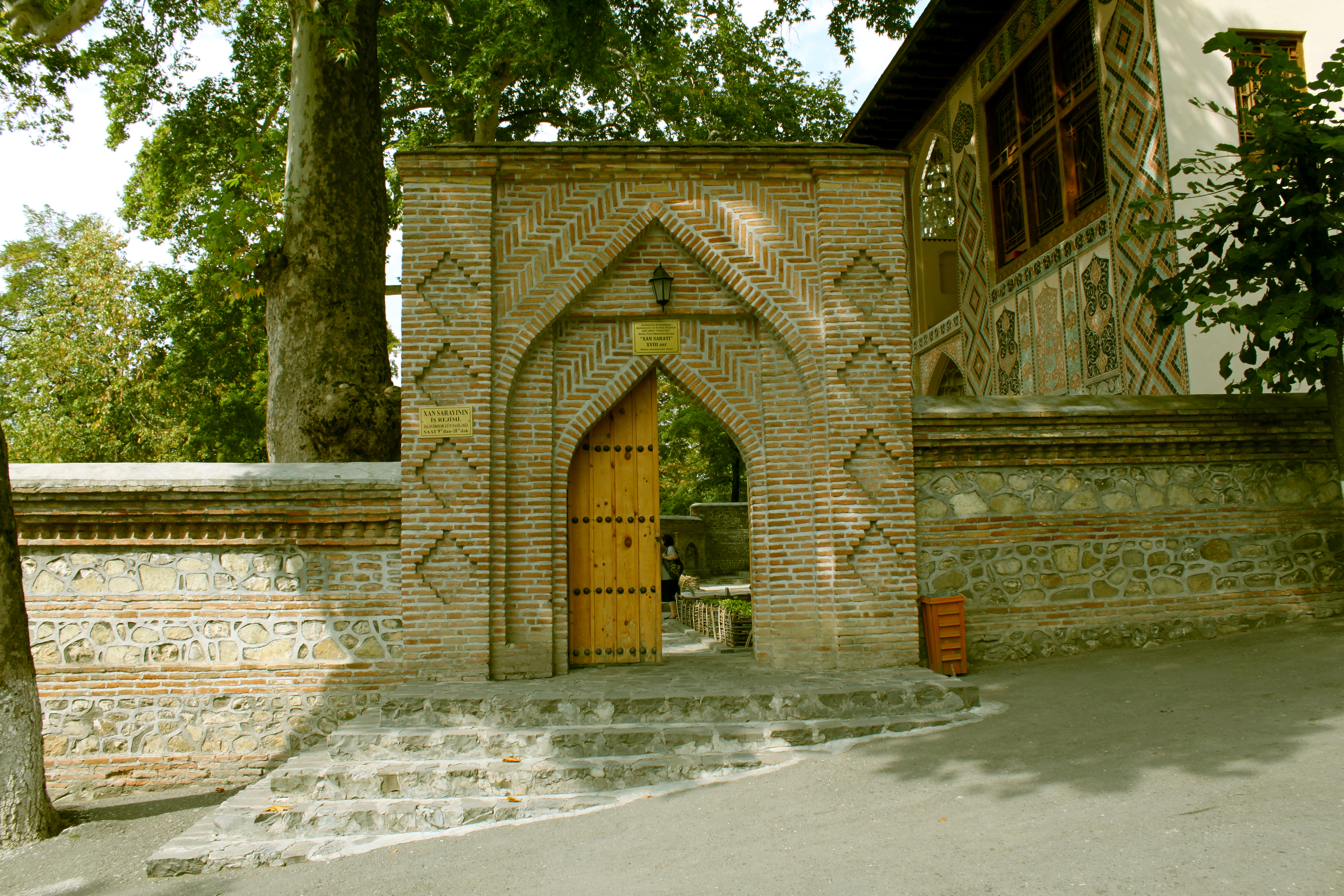
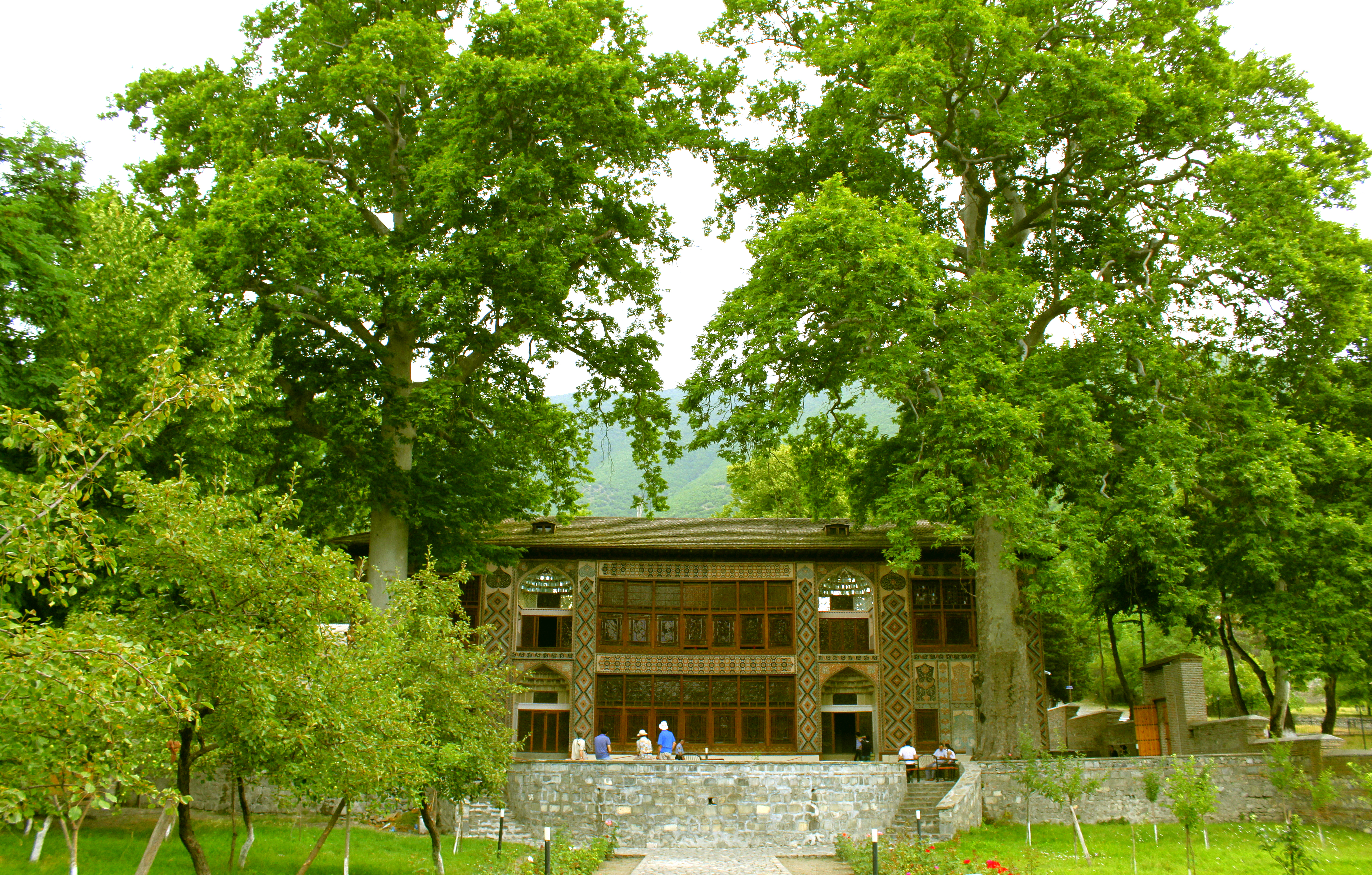
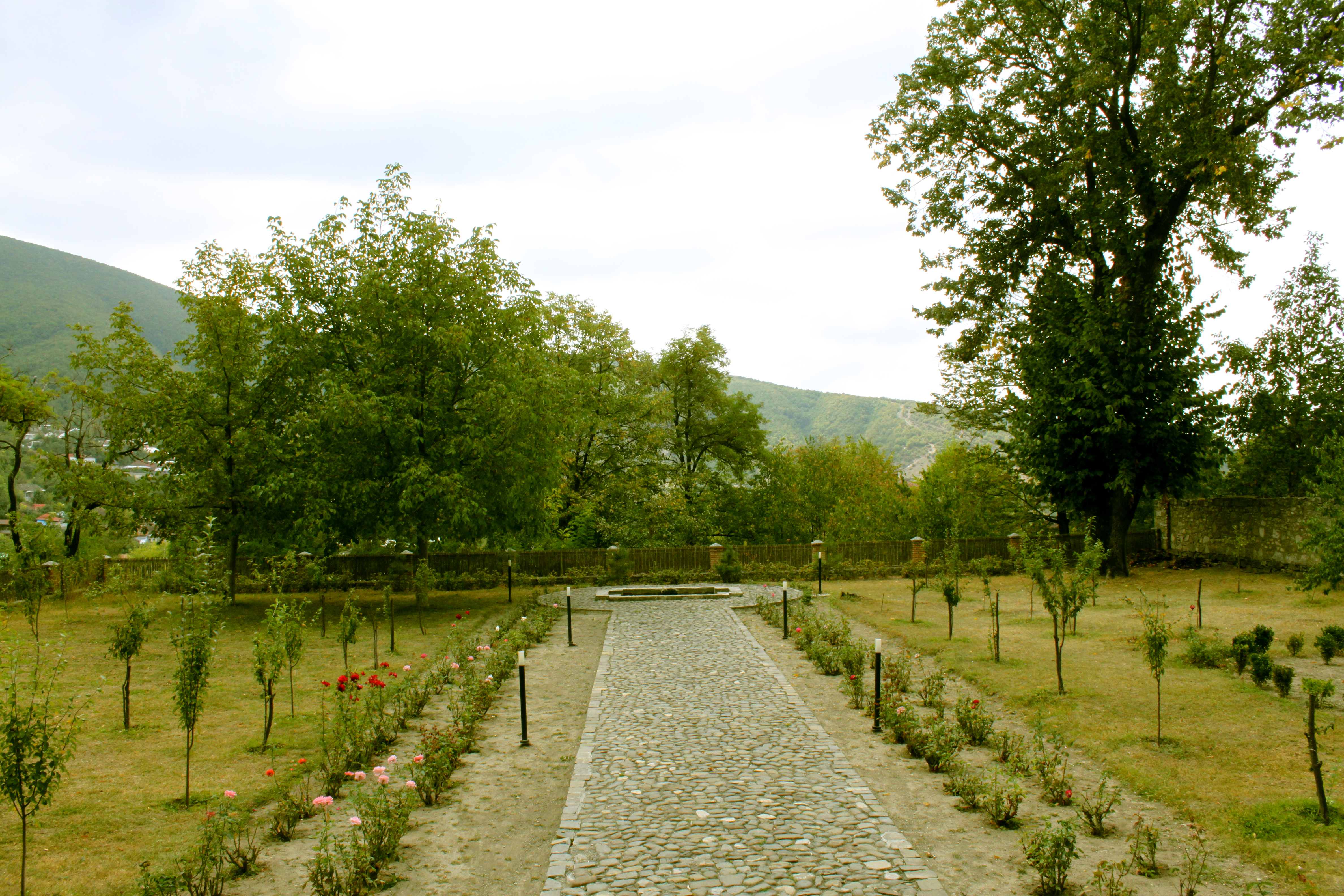
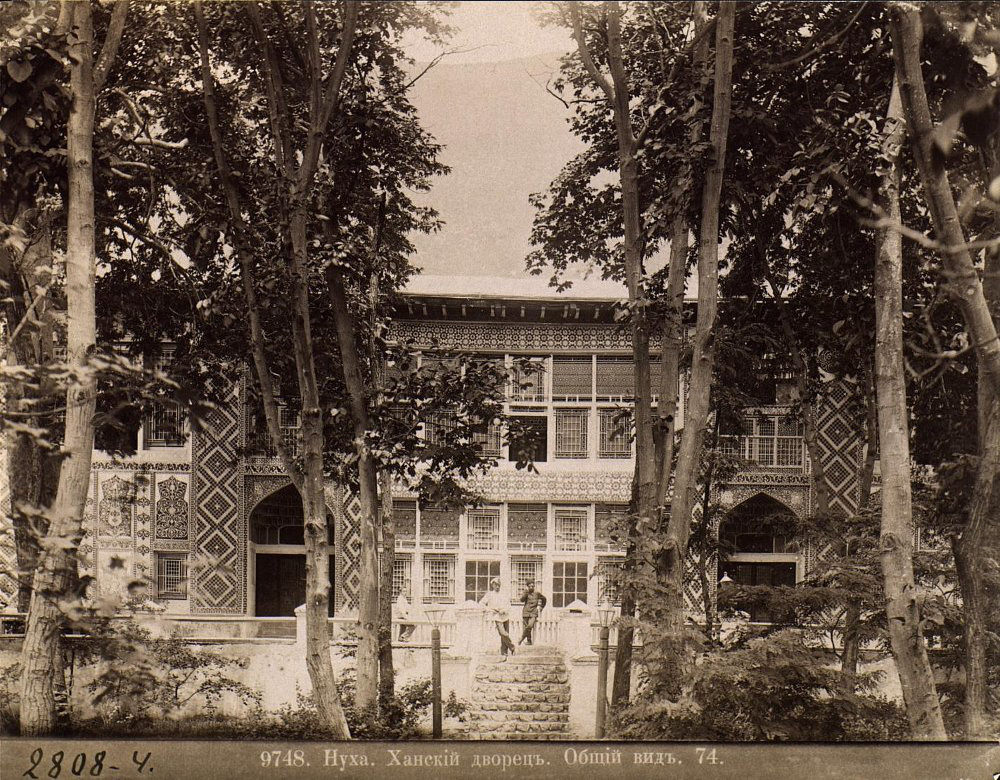
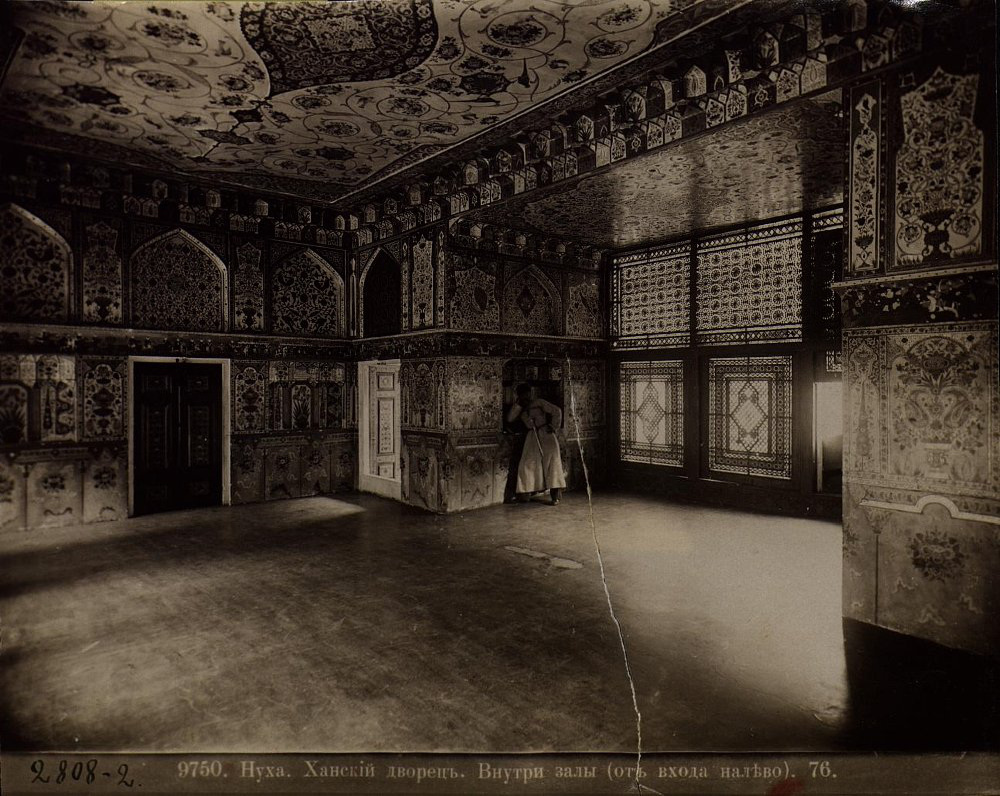
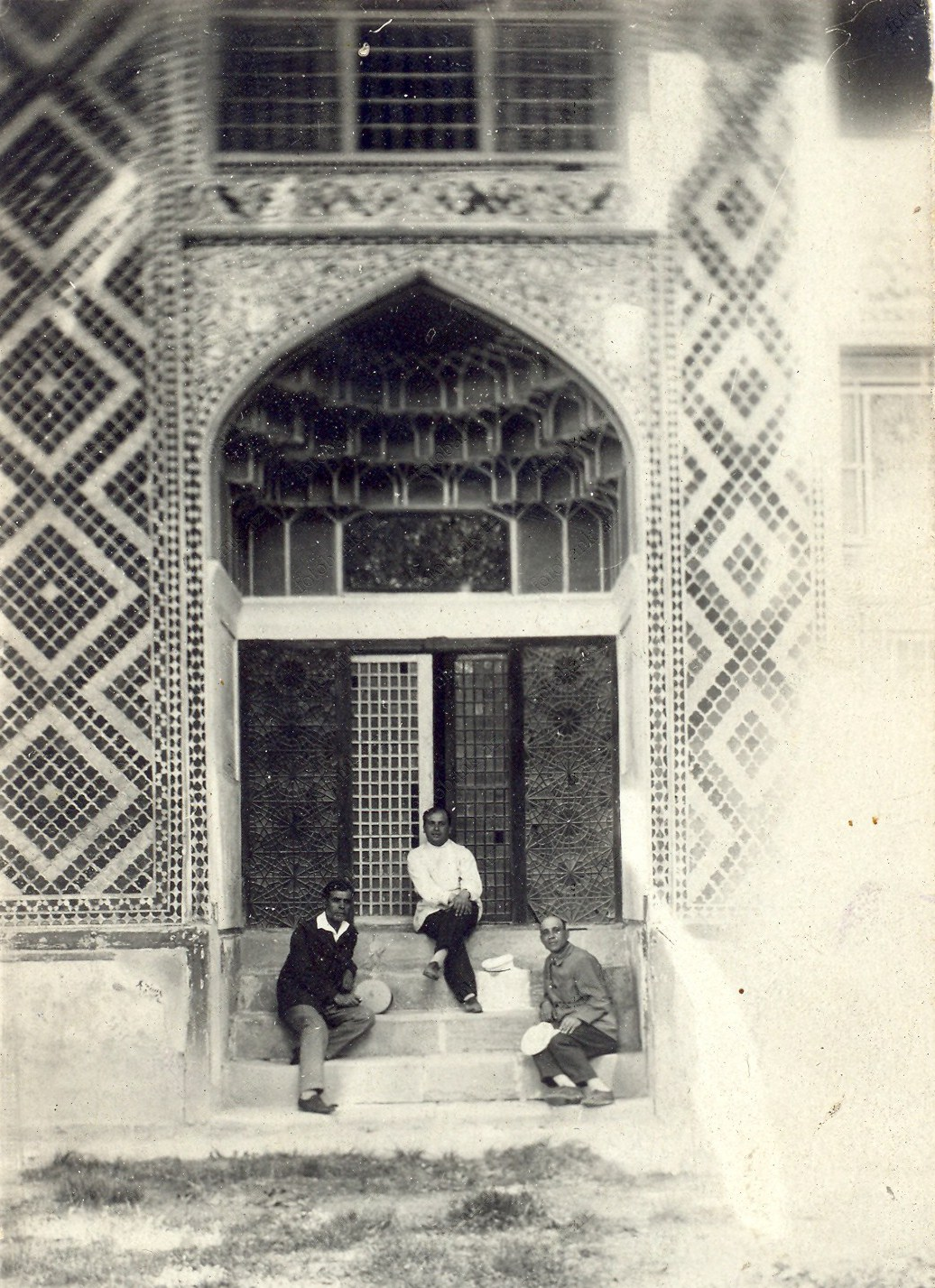